# Kemokai Kallon
Kemokai Kallon (ur. 17 marca 1972 w Kanemie) – sierraleoński piłkarz grający na pozycji środkowego obrońcy. W swojej karierze rozegrał 25 meczów i strzelił 2 gole w reprezentacji Sierra Leone. Jego bracia, Mohamed Kallon i Musa Kallon także byli piłkarzami i reprezentantami kraju.

## Kariera klubowa
Do 1996 roku Kallon występował w gwinejskim klubie AS Kaloum Star. W 1995 i 1996 roku wywalczył z nim dwa mistrzostwa Gwinei. W 1997 roku wyjechał do Szwecji, gdzie grał w Ljungskile SK (pierwsza liga) i Norrby IF (Superettan). W 1998 roku został piłkarzem libańskiego klubu Al-Safa' SC. W sezonie 1998/1999 wywalczył z nim wicemistrzostwo Libanu. Z kolei w sezonie 2000/2001 grał w innym libańskim klubie, Tadamon Sour SC.
W latach 2006–2011 Kallon był piłkarzem klubu Kallon FC. W sezonach 2007/2008, 2009/2010 i 2011 został z nim wicemistrzem Sierra Leone. Karierę kończył w 2012 roku jako gracz rodzimego Belvic United.

## Kariera reprezentacyjna
W reprezentacji Sierra Leone Kallon zadebiutował 29 sierpnia 1992 w wygranym 1:0 meczu kwalifikacji do Pucharu Narodów Afryki 1994 z Algierią, rozegranym we Freetown. W debiucie strzelił gola. W 1994 roku został powołany do kadry na Puchar Narodów Afryki 1994. Wystąpił na nim w dwóch meczach grupowych: z Wybrzeżem Kości Słoniowej (0:4) i z Zambią (0:0). Od 1992 do 2008 roku rozegrał w kadrze narodowej 25 meczów i strzelił 2 gole.